# Sloup se sochou Panny Marie Immaculaty (Střevač)
Socha Panny Marie Immaculaty z roku 1754 pocházející pravděpodobně od neznámého sochaře ze sochařské dílny z Mnichova Hradiště se nalézá na jihozápadním okraji obce Střevač v okrese Jičín nad křižovatkou silnic vedoucích do obcí Chyjice a Bystřice. Vrcholně barokní Sousoší je chráněno jako kulturní památka ČR. Národní památkový ústav toto sousoší uvádí v katalogu památek pod rejstříkovým číslem ÚSKP 29363/6-1403.

## Popis
Socha Panny Marie ze světlého pískovce v podživotní velikosti je umístěna na malém soklu zakončeném zeměkoulí, jenž stojí na vysokém kónicky se zužujícím pilíři umístěném na čtyřbokém hranolovém soklu s římsou. Na pilíři je dole vytesáno vročení “A(nno) 1754”. Hranolový sokl je umístěn na dvou kamenných stupních.
Postava Panny Marie se sepjatýma rukama v rozevláté draperii stojí s levou nohou pokrčenou na zeměkouli obtočené hadem.

## Galerie

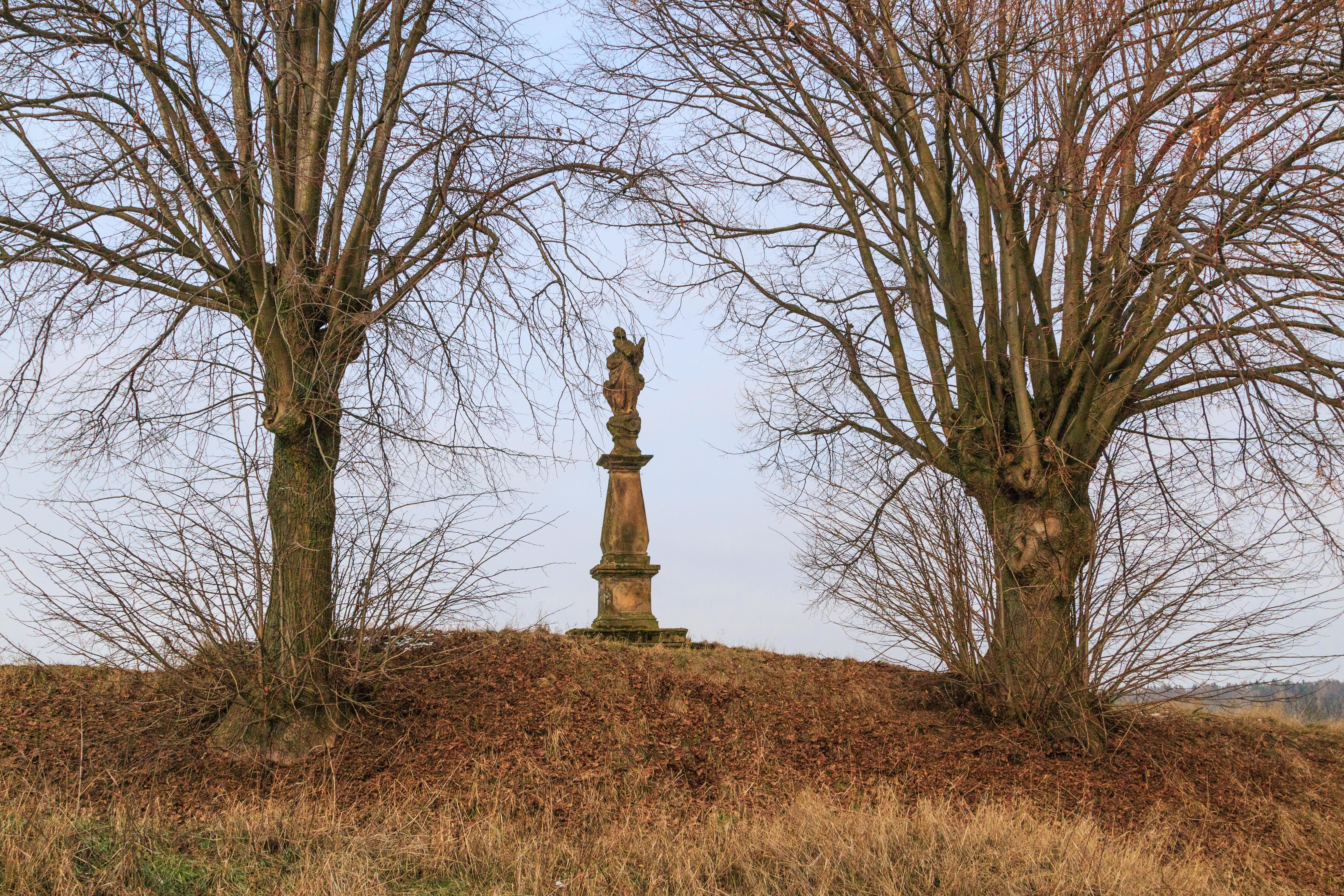
Sloup se sochou Panny Marie Immaculaty u Střevače
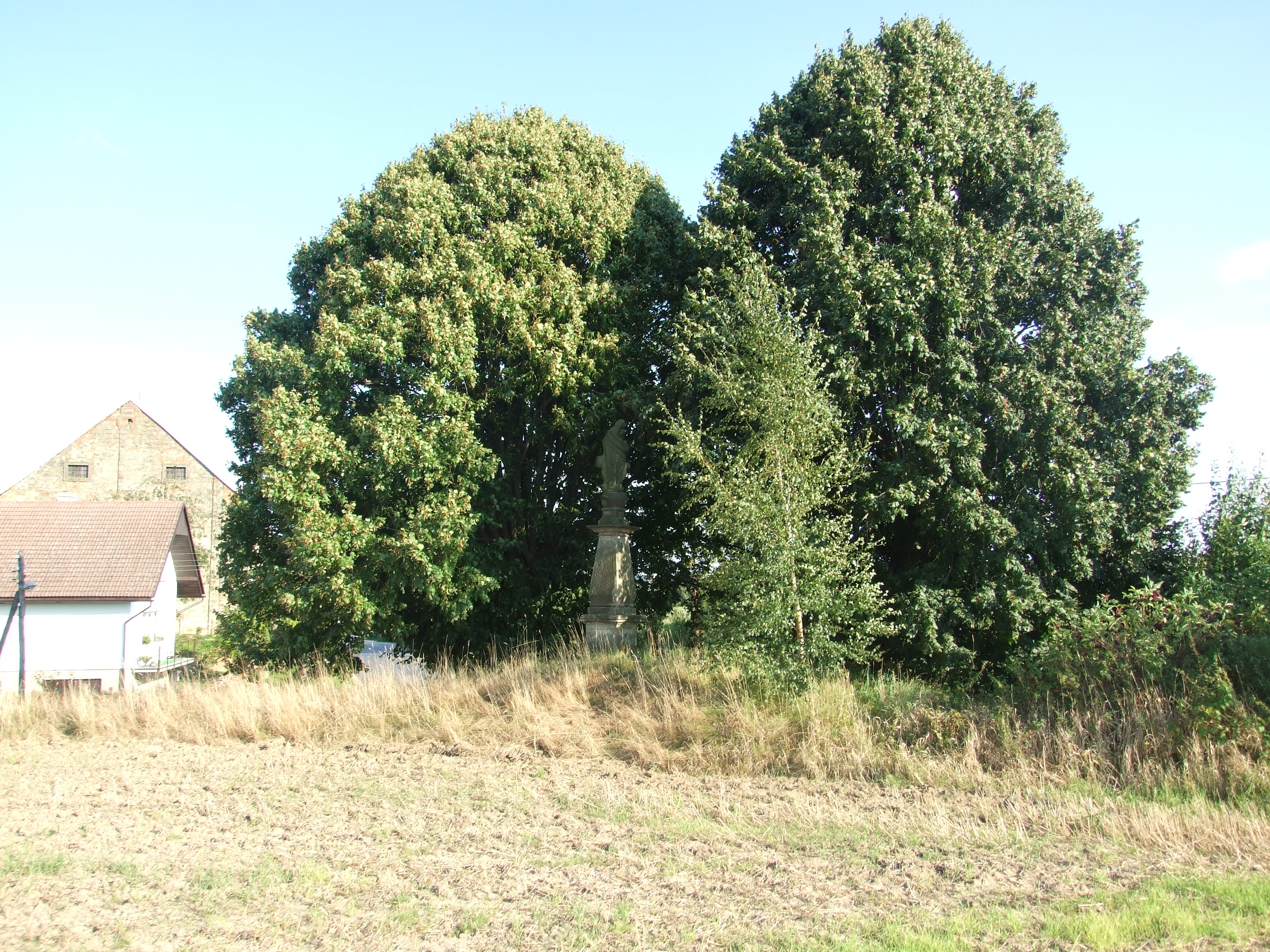
Sloup se sochou Panny Marie Immaculaty u Střevače